# 9223 Лейфандерссон
9223 Лейфандерссон (9223 Leifandersson) — астероїд головного поясу, відкритий 18 грудня 1995 року.
Тіссеранів параметр щодо Юпітера — 3,586.